# Euphrasia fedtschenkoana
Euphrasia fedtschenkoana là loài thực vật có hoa thuộc họ Cỏ chổi. Loài này được Wettst. ex Juz. mô tả khoa học đầu tiên năm 1955.